# Миофагия

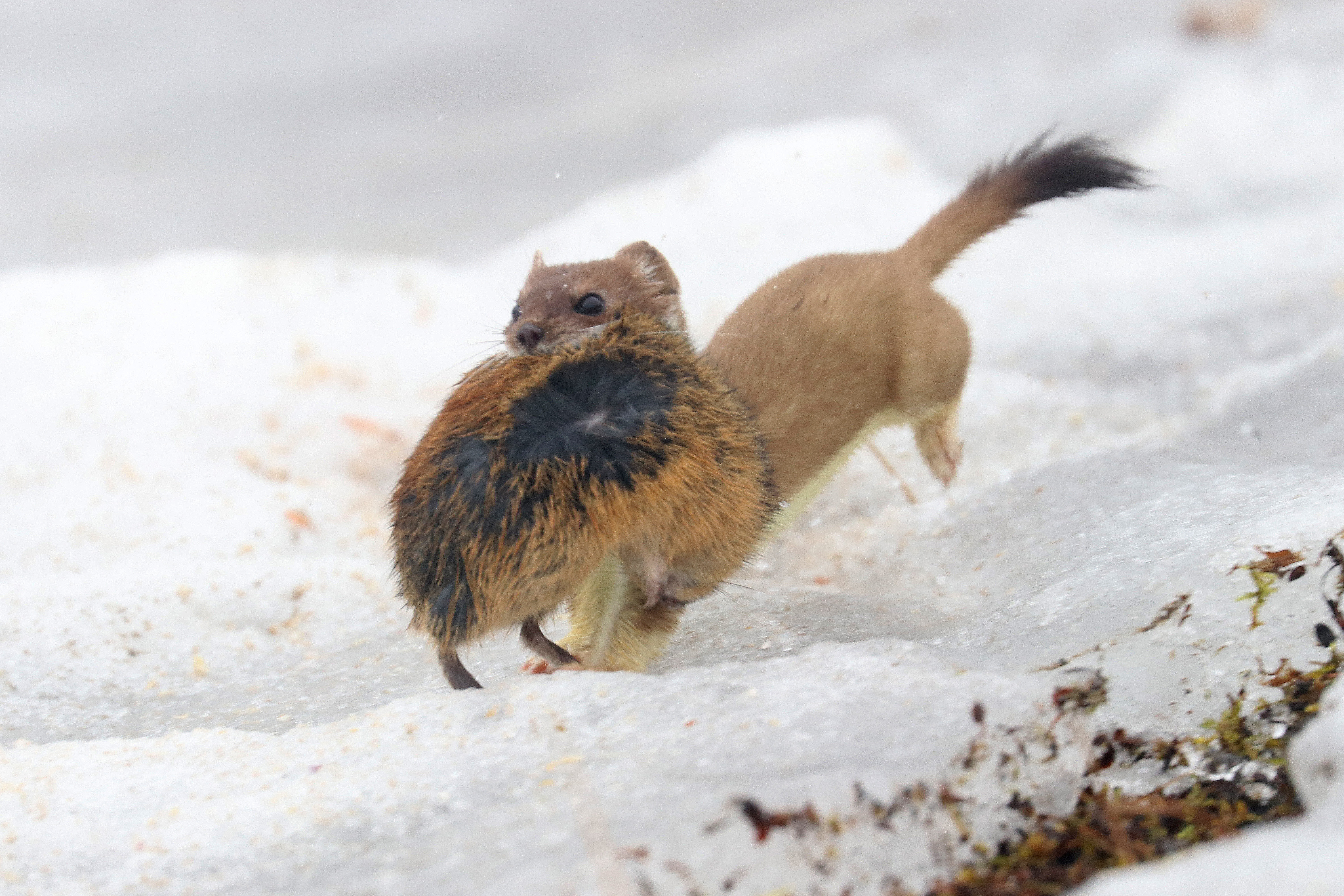
Горностай с пойманным леммингом

Миофагия — специализированная форма питания и пищевого поведения некоторых позвоночных животных, охотящихся и питающихся мышевидными грызунами, а также подобными им мелкими млекопитающими — землеройками. Для обеих этих групп, мышевидных грызунов и землероек, хотя они являются представителями разных отрядов млекопитающих, характерны мелкие размеры (большая часть видов имеет массу тела менее 100 грамм), короткая продолжительность жизни, широкое распространение, зависимость их от абиотических факторов, высокая скорость воспроизводства, резкие и масштабные колебания численности.
Мелкие млекопитающие (некоторые авторы объединяют их под общим названием Micromammalia) оказывают прямое воздействие на численность и экологию миофагов — сов, некоторых дневных хищных птиц и мелких куньих. От их обилия зависит появление сов в той или иной местности, успех размножения хищных птиц. Численность хищников-миофагов связана с обилием мышевидных грызунов. А так как для мелких млекопитающих характерны регулярные колебания численности (циклы), то и обилие миофагов изменяется с определённым интервалом. Имея в виду эту закономерность и значимую роль полевок и землероек в экосистемах, скандинавские исследователи назвали мелких млекопитающих «бьющимися сердцами» бореальных лесов Фенноскандии. Нарушение цикличности и уменьшение численности полевок в этом регионе в последние десятилетия привело к сокращению обилия сов и некоторых других пернатых хищников.